# Inclusión digital

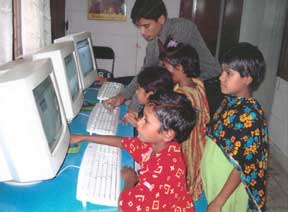
Estudiantes iniciando su aprendizaje digital.

La inclusión digital es un derecho que debe garantizarse en equipamientos y conectividad y en el desarrollo de competencias y habilidades para su uso crítico. Es decir, es la democratización del acceso a las tecnologías de la información y la comunicación (TIC) para permitir la inserción de todos en la sociedad de la información. La inclusión digital se enfoca en el aprovechamiento de los beneficios que ofrece la sociedad de la información a todos los ciudadanos, independientemente de su condición de salud, económica, edad, género o ubicación geográfica.Un incluido digital no es aquel que solamente usa el nuevo lenguaje para intercambiar correos electrónicos, sino el que usufructúa este soporte para mejorar sus condiciones de vida y puede tener una postura crítica frente a los criterios que definen las tecnologías como una panacea social. 
Para que suceda la inclusión digital, se precisa de tres instrumentos básicos, que son, el computador, acceso a la red, y el dominio de esas herramientas. Por lo tanto no basta que las personas tengan un simple computador conectado a Internet para considerar esto un incluido digitalmente, se precisa saber qué hacer con estas tecnologías.
Entre las estrategias inclusivas hay proyectos y acciones que facilitan el acceso de personas con bajos ingresos a las tecnologías de información y comunicación (TIC). La inclusión digital también está dirigida hacia el desarrollo de tecnologías que extienden la accesibilidad para usuarios con discapacidades.
De esta forma, toda la sociedad puede tener acceso a la información disponible en Internet, y así producir y diseminar el conocimiento. La inclusión digital está insertada en el más grande movimiento de la inclusión social, uno de los grandes objetivos compartidos por diversos gobiernos alrededor del mundo de las últimas décadas.
Tres nuevos conceptos son incorporados a las políticas de inclusión digital: la accesibilidad de todas las TI («e-accesibilidad»), en este caso, no solamente la población con discapacidad; la competencia de usar las tecnologías en la sociedad de la información («e-competencias») y la inclusión digital genuina (Maggio, 2005) que intenta captar aquellas situaciones en las que las nuevas tecnologías son incorporadas a las prácticas de la enseñanza, emulando las relaciones de la tecnología con el campo disciplinar.

## Descripción
La inclusión digital es un concepto que hace referencia en las aulas de enseñanza a la incorporación de las Tecnologías de la información y la comunicación. Los docentes expertos en los temas que enseñan, ya sea como profesionales y/o investigadores, reconocen que las prácticas que se desarrollan en ámbitos no docentes, tiene un impacto al enseñar que restaría la ausencia de TIC, posibilidades a la propuesta educativa.
Mariana Maggio señala que dado que las nuevas tecnologías atraviesan las formas en que el conocimiento se construye en todas sus versiones, disciplinares y no disciplinares, la idea de inclusión genuina, reconoce los atravesamientos, busca entenderlos y recuperarlos a la hora de concebir y crear propuestas didácticas.
La inclusión digital genuina recupera, tanto a nivel de los propósitos como el de los contenidos y en la propia propuesta didáctica, el impacto que los desarrollos tecnológicos tuvieron en los procesos de producción del conocimiento en los diversos campos disciplinares. La exclusión digital  tergiversa sin duda los propósitos de la enseñanza, y daría lugar a un empobrecimiento de la propuesta al implicar procesos de banalización, simplificación, o recorte de los contenidos de la enseñanza, por el contrario, la inclusión favorecería la comprensión “genuina” de los contenidos de la enseñanza (Perkins, 1995).
Esta conceptualización cambia de modo crítico la visión de la incorporación de la tecnología como ayuda para el aprendizaje de los alumnos o la enseñanza de los docentes. La inclusión genuina tiene razones que son del orden de lo moral, en el sentido de la buena enseñanza (Fenstermacher, 1989). La inclusión digital, tres conceptos fundamentales: conectividad, accesibilidad, comunicabilidad. En relación con la Universidad y a sus buenas prácticas de formación,  vinculadas en general con tareas de investigación de campo, hoy están signadas por la interconexión. Incluye:  equipos entre los centros del mundo, la divulgación casi inmediata de los trabajos más actuales a través de las redes, el acceso a bases de datos compartidas, la producción en colaboración. En este sentido, entre otros, las nuevas tecnologías impactan en los procesos de construcción del conocimiento.  
Los docentes no han elegido voluntariamente incorporar nuevas tecnologías para la enseñanza, por el hecho de que les facilita impartir sus clases; lo han hecho tomando nota del impacto de las tecnologías en sus prácticas como investigadores y como profesionales. En este sentido, declaran la inclusión con un sentido casi de “obligación” y la no-inclusión como una forma de empobrecimiento de los propósitos y los contenidos de la enseñanza. También se debe tener en cuenta la democratización de la educación abarcativa para todo el alumnado y asegurarse de que cada alumno tenga el debido acceso a las herramientas digitales y la conectividad necesaria. 
Ahora bien, si se entiende la ayuda como una suerte de “hacer más simple”, la inclusión. En los casos estudiados se trata de complejidad en lugar de simplicidad. Presenta los objetos en la diversidad de significados que revisten en la actualidad y se hace cargo de superar las versiones cristalizadas del conocimiento académico. El conocimiento impactado por la tecnología pone en evidencia su carácter provisional y sus procesos de transformación. Las nuevas Tecnologías de la información y la comunicación cobran el valor de “definitorias” en el marco de las sociedades actuales. De modo concomitante, empiezan a aparecer en algunas prácticas de la enseñanza en las cuales las tecnologías cobran un sentido diferente al del modelo “apoyo-sustitución”: no pueden sacarse o ponerse, son imprescindibles para un aprendizaje genuino, del mismo modo que lo son los profesores y las profesoras que llevan a cabo las prácticas de la enseñanza que las incluyen”.

## Iniciativas de inclusión digital
Diversos gobiernos e instituciones han realizado diversas iniciativas de inclusión digital. Muchas de estas están orientadas al acceso a la tecnología a través de contextos educativos, especialmente a estudiantes primarios y secundarios. Luego de los primeros programas que buscaron garantizar a toda la población el acceso a las tecnologías de la información y la comunicación (TIC), el siglo XXI nació una segunda generación de políticas de inclusión digital que, siguiendo las recomendaciones de los organismos internacionales, pusieron el foco en la incorporación de estas tecnologías en la educación. Algunas de las iniciativas más destacadas a nivel mundial es One Laptop per Child, de Perú, Plan Ceibal, de Uruguay; el proyecto Mi Compu, de Ecuador; el Programa Conectar Igualdad, de Argentina, entre otras. Algunas de las iniciativas más destacadas a nivel mundial es Un portátil por niño (OLPC, One Laptop per Child). 

### Argentina
A partir de 2010, en virtud de un decreto del Poder Ejecutivo Nacional, se implementó en Argentina el plan Conectar Igualdad, un proyecto que pretende incluir la alfabetización digital en los niveles primario y secundario de la educación pública. Para ello se distribuyeron gratuitamente cerca de tres millones de netbooks a alumnos y docentes, con el objetivo de disminuir la brecha digital y alcanzar una mayor democratización del acceso a la tecnología.
Paralelamente, entre otros programas de formación, el Ministerio de Educación de la Nación ha puesto en marcha cursos de Especialización Docente en Educación y TIC, a distancia y gratuitos, para todos los docentes de educación secundaria, superior y especial de la Argentina. El objetivo de esta especialización es capacitar a los docentes en el uso de herramientas pedagógicas y digitales que les permitan comprender, planificar, implementar y evaluar propuestas pedagógicas medidas por tecnologías.
Además del carácter inclusivo de esta política educativa, en la actualidad se discuten también las estrategias pedagógicas que se deben adoptar para lograr una inclusión tecnológica genuina, que le asigne un sentido profundamente didáctico al uso de las TIC en la educación.

## La inclusión en Educación
La inclusión de las tecnologías educativas resulta fundamental en la sociedad actual. Las tecnologías aportan contribuciones a la práctica pedagógica y al sistema educativo, en general.
La inclusión de tecnologías en la escuela, trae incrementos al conocimiento. Cuando los sujetos tiene acceso al conocimiento digital, aprenden del otro y comparten sus aprendizajes, produciéndose redes de interacciones y experiencias, esto mejora la comunicación y el conocimiento significativo de la cultura y la ciencia entre los docentes y los estudiantes, dando lugar a competencias digitales, donde los estudiantes como los docentes, aprenden enseñando y compartiendo conocimiento.
La enseñanza en la era digital es un gran desafío, ya que se deben buscar estrategias de manera constante para vincular conocimientos proporcionados en las escuelas con problemas reales de los estudiantes y los desafíos de la realidad; esto hace, que las clases sean más desafiantes, reflexivas, prácticas y dinámicas.

### Inclusión digital en adultos mayores
La inclusión digital en la población de adultos mayores coadyuva a su envejecimiento activo, pues proporciona a esta población las habilidades y el acceso a las Tecnologías de la Información y Comunicación (TIC) para participar plenamente en la sociedad digital. Internet ofrece formas para la inclusión y el mejoramiento de la calidad de vida de dicha población, al optimizar los canales de comunicación interpersonal, facilitar el intercambio de información y realizar tareas cotidianas. 
Sin embargo, a pesar de los beneficios, muchos adultos mayores enfrentan barreras para acceder y utilizar las TIC como la brecha digital y características propias de la vejez. Por esto, algunos autores proponen impulsar iniciativas o estrategias que permitan su inclusión y que estas sean acordes  con  sus  necesidades,  intereses  y  condiciones,  y  propiciando  la  generación de mejor estar, mejor actuar y mejor vivir. 